# Primásio
Primásio (em latim: Primasius Hadrumetanus; m. c. 560) foi bispo de Hadrumeto (moderna Sousse, na Tunísia) e primaz de Bizacena, na África. Um dos participantes da controvérsia dos Três Capítulos, seu comentário sobre o Apocalipse de São João é interessante para estudiosos modernos por fazer uso do comentário perdido de Ticônio sobre o mesmo livro. De acordo com M.L.W. Laistner, entre seus discípulos estava o teólogo africano Junilo (Junillus).

## Vida
Nada se sabe sobre sua vida antes de 551, quando tornou-se bispo e foi convocado, juntamente com os demais bispos da região, a Constantinopla para discutir o tema. Ele partilhava das opiniões do papa Vigílio e ajudou a condenar Teodoro Ascida, bispo de Cesareia, o principal proponente da controvérsia, e fugiu com Vigílio para a Calcedônia.
Primásio recusou-se a comparecer ao Quinto Concílio Ecumênico em Constantinopla na ausência do papa e foi o único africano a assinar a "contitutum" a Justiniano. Terminou derrotado ingloriamente com seu líder.

## Obras
Em Constantinopla, Primásio estudou a exegese dos gregos e sua fama, derivada principalmente de seus cometários sobre o Apocalipse. Sua obra, dividida em cinco livros é importante tanto como testemunha do texto latino pré-Cipriano do Apocalipse utilizado pela igreja no norte da África e também como apoio para  reconstrução do mais influente comentário latino sobre o livro, a obra exegética do donatista Ticônio. O texto e a exegese de Apocalipse 20:1 até Apocalipse 21:6 foram copiados, sem a devida atribuição, de De civitate Dei (20.7-17), de Santo Agostinho.
A obra de Ticônio foi considerada por Primásio como um tesouro a deriva, pertencendo por direito à Igreja e precisando apenas ser revisada e expurgada. Ticônio havia desenvolvido a teoria, introduzida por Vitorino, de examinar diferentes palavras e imagens utilizadas em diferentes passagens para tentar passar uma mesma mensagem. Primásio seguiu este método exegético, mas divergiu de Ticônio na mensagem maior. Enquanto Ticônio acreditava que o Apocalipse deveria ser lido em termos da luta dos donatistas contra os falsos irmãos e os gentios, Primásio interpretava o conflito como sendo o da Igreja contra o mundo.
De especial interesse é uma carta de Agostinho ao médico Máximo de Tenas preservada por Primásio, na qual as quatro virtudes cardinais filosóficas são combinadas com as mais recentes três virtudes teológicas para perfazer sete de maneira distinta de Agostinho.
A primeira edição do comentário de Primásio foi de Eucário Cervicorno (Colônia, 1535; reimpressa em Paris, 1544), mas a mais completa e ainda a mais valiosa é a de Basileia, 1544, baseada num manuscrito muito antigo de posse do Mosteiro beneditino de Murbach, na Alta Alsácia. O mesmo mosteiro, seguindo um catálogo de manuscritos, abriga uma obra chamada "Contra haereticos", considerada perdida, e faz alusão a outras, especialmente uma sobre Jeroboão. O comentário sobre as epístolas paulinas e sobre Hebreus, atribuídas por Migne à Primásio, é espúria.